# Épinette rouge
Ne doit pas être confondu avec Mélèze laricin.
Picea rubens · épicéa rouge
Espèce
Classification phylogénétique
Statut de conservation UICN

 LC  : Préoccupation mineure
L'épinette rouge ou  épicéa rouge (Picea rubens) est une espèce de plantes de la famille des Pinaceae et du genre Picea (connu sous le nom d'épinette en Amérique du Nord et d'épicéa en Europe). C'est un arbre (conifère) natif de l'Amérique du Nord. Son bois de qualité, léger mais résistant, est largement utilisé comme bois d'œuvre, pour la construction, et aussi pour la fabrication de pâte à papier et d'instruments de musique à cordes (guitare, violon).

## Description
L'épinette rouge est une espèce de fin de succession, c'est-à-dire qu'elle occupe une place prépondérante dans les derniers stades de la mise en place d'une forêt naturelle. Elle est très tolérante à l'ombre et peut aisément reprendre une croissance vigoureuse après des décennies de domination par les arbres voisins. Cela se produit généralement à la faveur d'une éclaircie dans le couvert forestier via une perturbation tel un chablis partiel. L'Épinette rouge est un arbre de taille moyenne pouvant atteindre 26 m de hauteur et 60 cm de diamètre. Cet arbre peut vivre jusqu'à 400 ans.
Son écorce mince et écailleuse est de couleur brune à rougeâtre pâle, et ses rameaux sont orangés. Ses aiguilles sont d'un vert jaunâtre, elles sont brillantes (lustrées), mesurent de 1,2 à 2,1 cm et leur section est quadrangulaire.

## Répartition et habitat

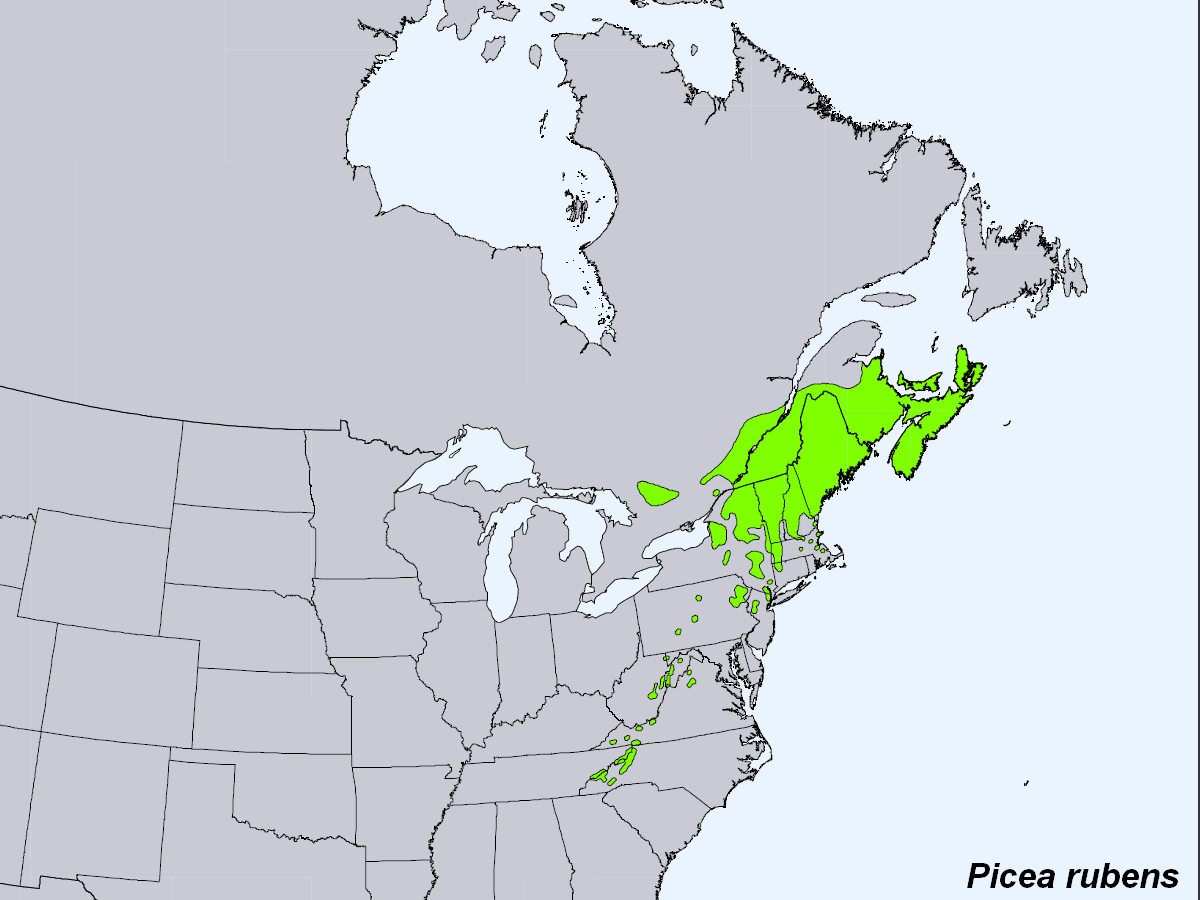
Aire de répartition naturelle de l'épinette rouge (Picea rubens)

Cette espèce est native de l'Est de l'Amérique du Nord (États-Unis, Canada).
Préfère les sols secs à humides.
Abondance au sud du St-Laurent, en forêt feuillue et mélangée (mixte).
Au Québec, elle est présente dans les domaines de l'érablière à tilleul, de l'érablière à bouleau jaune et surtout dans celui de la sapinière à bouleau jaune, principalement dans les Appalaches. Elle s'établit en général sur des stations fraîches. Un sol sableux profond bien ou modérément bien drainé lui offre des conditions idéales de croissance.
De nos jours, la régression, voire la raréfaction de l'épinette rouge est attribuable à sa surexploitation et à ses difficultés de pouvoir se régénérer suffisamment après la coupe forestière.

## Reproduction et développement
L'épinette rouge se reproduit à partir de graines. Les arbres semenciers sont productifs à partir de l’âge de 30 ans. Par la suite, l′intervalle de temps entre deux bonnes années semencières varie entre 3 et 8 ans. Entre-temps, le peu de semences produites est plus souvent qu'autrement consommé par les petits rongeurs (écureuils, souris). La viabilité des semences au sol est très faible (quelques mois, au maximum 1 an). La chute des graines se déroule d′octobre à mars et la germination a lieu au printemps qui suit. La dispersion des graines se fait sur une distance maximale de 100 m des semenciers. Très petites, les graines ont tout juste assez de réserves nutritives pour faire émerger les plantules, ces dernières devant rapidement par la suite puiser dans le substrat de sol pour se développer.

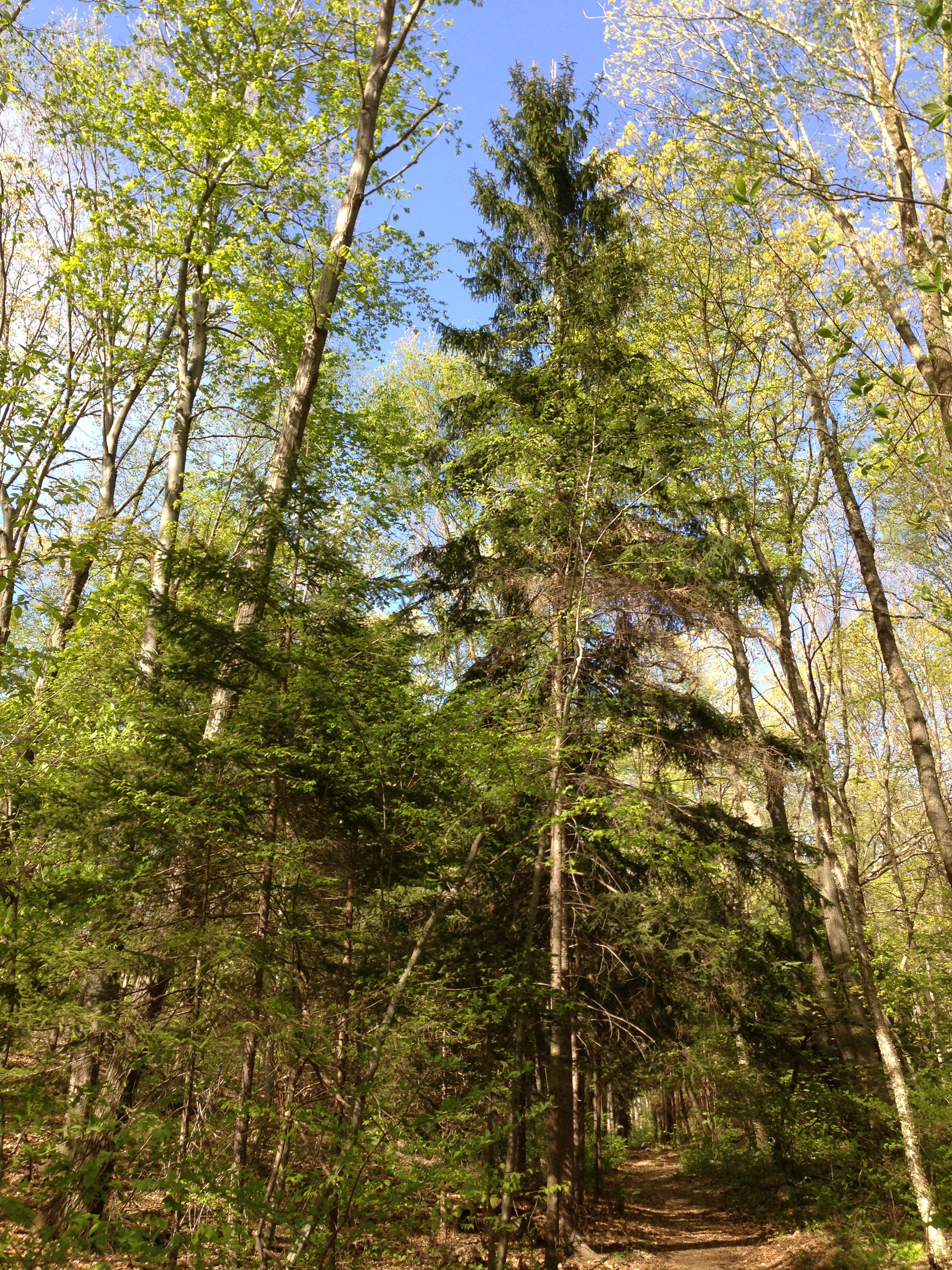
Épinette rouge mature en forêt mixte.

La stratégie de reproduction privilégiée de l'épinette rouge consiste à établir au fil du temps une banque de semis préétablis sous le couvert forestier. Pour s'établir, les semis requièrent un microenvironnement stable, ombragé, frais et suffisamment humide, comme des gros débris ligneux à un stade de décomposition avancé. Ce type de microsite surélevé favorise aussi les semis qui se retrouvent en meilleure position pour concurrencer les autres espèces. La croissance initiale des racines et de la tige des jeunes semis est très lente, ce qui les rend fragiles et vulnérables au recouvrement par la litière feuillue ou la neige. Une fois établie, la croissance de la régénération d'épinette rouge en forêt naturelle augmente avec l'ouverture progressive du couvert forestier (trouées engendrées par les épidémies d'insectes et le chablis partiel). Les semis et les gaules soudainement exposés à la pleine lumière et aux extrêmes de température, notamment à la suite d'opérations de coupe forestière, présentent des difficultés d'acclimatation physiologique pouvant causer leur dépérissement et leur mort à court ou moyen terme.

## Étymologie
L'Épinette rouge est aussi connu sous le nom de prusqueur rouge. « Épinette » provient de « pin » dont on a ajouté le suffixe « -ette ». Quant au « é- » il aurait été ajouté par analogie à « épine ».
Le genre Picea est dérivé du latin pix et signifie « poix » (ou résine). Il était à l'origine le nom latin du pin, mais a été plutôt retenu pour le genre de l'épinette (ou épicéa). Quant au spécifique rubens, il s'agit d'un mot latin signifiant « rougeâtre ». Il fait allusion au cônes qui sont de couleur brun-rougeâtre.